# Renata Kusiak-Winter
Renata Kusiak-Winter – polska prawniczka, dr hab. nauk społecznych, adiunkt Instytutu Nauk Administracyjnych Wydziału Prawa, Administracji i Ekonomii Uniwersytetu Wrocławskiego.

## Życiorys
29 września 2008 obroniła pracę doktorską Współpraca transgraniczna gmin Polski i Niemiec - studium administracyjnoprawne, 16 grudnia 2019 habilitowała się na podstawie pracy zatytułowanej Odpowiedzialność administracji publicznej. Struktura odpowiedzialności z perspektywy determinantów prawnych. Jest zatrudniona na stanowisku adiunkta w Instytucie Nauk Administracyjnych na Wydziale Prawa, Administracji i Ekonomii Uniwersytetu Wrocławskiego.